# Liste der Hochschulen in Malawi
Die Liste der Hochschulen in Malawi umfasst die in diesem afrikanischen Staat ansässigen tertiären Bildungseinrichtungen. Die nationale Aufsichtsbehörde ist das National Council for Higher Education (NCHE).

## Staatliche Einrichtungen
- Exploits University, in Lilongwe und Blantyre[2]
- Lilongwe University of Agriculture and Natural Resources – LUANAR, in Lilongwe[3]
- Malawi University of Science and Technology – MUST, in Limbe[4]
- Mzuzu University – MU, in Luwinga[5]
- University of Malawi – UNIMA, in Zomba

## Private Einrichtungen
- Catholic University of Malawi – Cunima, in Nguludi[6]
- Malawi Adventist University – MAU, in Ntcheu[7]
- Unicaf University of Malawi, in Lilongwe[8]